# Сади (Новодворський повіт)
Сади (пол. Sady) — село в Польщі, у гміні Чоснув Новодворського повіту Мазовецького воєводства.
Населення — 66 осіб (2011).
У 1975-1998 роках село належало до Варшавського воєводства.

## Демографія
Демографічна структура станом на 31 березня 2011 року:
|          | Загалом | Допрацездатний вік | Працездатний вік | Постпрацездатний вік |
| -------- | ------- | ------------------ | ---------------- | -------------------- |
| Чоловіки | 32      | 7                  | 19               | 6                    |
| Жінки    | 34      | 10                 | 15               | 9                    |
| Разом    | 66      | 17                 | 34               | 15                   |